# Relaciones India-Japón
A lo largo de la historia las relaciones entre India y Japón han sido siempre estrechas. Durante siglos XV India y Japón han llevado adelante intercambio de elementos culturales, principalmente como resultado del budismo que se diseminó en forma indirecta desde la India a China y de allí a Japón. Durante la Segunda Guerra Mundial, el Ejército Imperial de Japón utilizó al Ejército Nacional de la India de Netaji Subhas Chandra Bose en batallas contra las fuerzas británicas. La India es el mayor receptor de fondos AOD japoneses. La India y el Japón se han apoyado mutuamente en los momentos críticos de su historia.
Las relaciones políticas entre estas dos naciones han sido cordiales desde la independencia de la India. Varias empresas japonesas, tales como Sony, Toyota, y Honda, poseen fábricas en la India, y con el crecimiento y desarrollo de la economía de la India, la India se ha convertido en un mercado importante de las compañías japonesas, donde por ejemplo han sido de las primeras empresas en invertir en la India. La mayor empresa japonesa que ha invertido en India es Suzuki el gigante automotriz, que posee la empresa Maruti Suzuki en sociedad con capilates indios, siendo el mayor fabricante de vehículos de la India.
En diciembre del año 2006, el primer ministro Manmohan Singh visitó Japón, y firmó la "Declaración Conjunta hacia una relación estratégica y global ente el Japón y la India". Japón ha financiado numerosos proyectos de infraestructura en la India, entre los que se destaca el Delhi Metro. Candidatos de la india fueron aceptados en el 2006 para participar en el programa JET, que comenzó con una vacante en el 2006 y 41 en el 2007. También en el 2007, las Fuerzas japonesas de autodefensa tomaron parte en un ejercicio naval en el Océano Índico, denominado Malabar 2007, en el cual participaron también fuerzas navales de India, Australia, Singapur y los Estados Unidos. El año 2007 fue declarado el "Año de la amistad entre India y Japón."